# 蘇格蘭的聖瑪格麗特
蘇格蘭的聖瑪格麗特（Saint Margaret of Scotland，1045年—1093年11月16日）或“威塞克斯的玛格丽特”為英格蘭威塞克斯王朝的公主，嫁于蘇格蘭王馬爾科姆三世為后，有“蘇格蘭明珠”之稱。瑪格麗特出生於匈牙利王國，為流亡者愛德華與阿加莎之女。瑪格麗特在1056年與家人回到英格蘭。在英格蘭王哈羅德二世戰死黑斯廷斯戰役后，其兄显贵者埃德加因父系血統繼承王位，但未正式加冕：隨著征服者威廉宣奪英國王位，她同家人逃亡北方，並在1070年嫁給了馬爾科姆三世。
瑪格麗特對基督教信仰極爲虔誠，她曾慈善資助福斯湾建立渡口碼頭，為前往圣安德鲁斯的朝聖者提供方便。附近的南昆斯费里鎮及北昆斯费里镇便是因此致敬女王命名（“Queensferry”即“女王渡口”之意）。瑪格麗特是三位正式蘇格蘭王的母親，如果算上有爭議的埃德蒙則爲四位。根據英格蘭史學家，达勒姆的涂尔干所著《聖瑪格麗特王后的生活》記載，瑪格麗特在1093年苏格兰爱丁堡去世。距離其夫馬爾科姆戰死不過幾日。
1250年，教宗依諾增爵四世冊封瑪格麗特為聖，其遺體安苏格兰法夫邓弗姆林修道院聖棺，聖瑪格麗特的遺物在蘇格蘭宗教改革中逸散。瑪麗一世女王一度擁有她的頭骨，后由耶稣会修道士安放于法国杜埃的蘇格蘭學院，但在法國大革命期間丟失。

## 早年

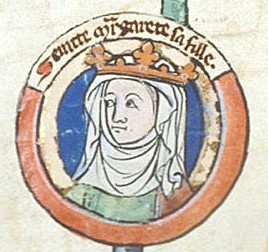
一份中世纪家谱中的玛格丽特

玛格丽特系英格蘭威塞克斯王朝潛在王位宣稱者流亡者愛德華與阿加莎之女，為剛勇者愛德蒙之孙女，1045年出生于匈牙利，在宗教氛围浓厚的匈牙利宫廷中长大。

## 返回英格兰
他随父亲一起于1057年被召回英格兰。她的父亲在登陆英格兰后立即去世，只剩小玛格丽特继续住在英格兰宫廷中，她的哥哥埃德加是英格兰王位继承人选。哈罗德·戈德温森在黑斯廷斯之战中失败后，埃德加登基，旋即又被征服者威廉击溃。1068年玛格丽特随埃德加逃往諾森布里亞王國。

## 前往苏格兰
阿加莎本打算回到大陆。然而，一场风暴将他们的船推到苏格兰王国，他们于1068年在那里搁浅并得到了马尔科姆三世的庇护。据信他们登陆的地点即今圣玛格丽特之角（St Margaret's Hope）。根据奧德里克·維塔利斯的说法，马尔科姆曾在1059年去忏悔者爱德华那里安排与玛格丽特结婚事宜。但二人的婚姻当时并未落实，这可能导致苏格兰人在1061年洗劫了林迪斯法恩。
马格利特在苏格兰见到马尔科姆时，后者已经是一个有两个儿子的鳏夫。他很想娶一个盎格鲁-撒克逊王室女子，二人于1070年结婚。随后，马尔科姆多次入侵诺森伯兰，以支持他的新姐夫埃德加。

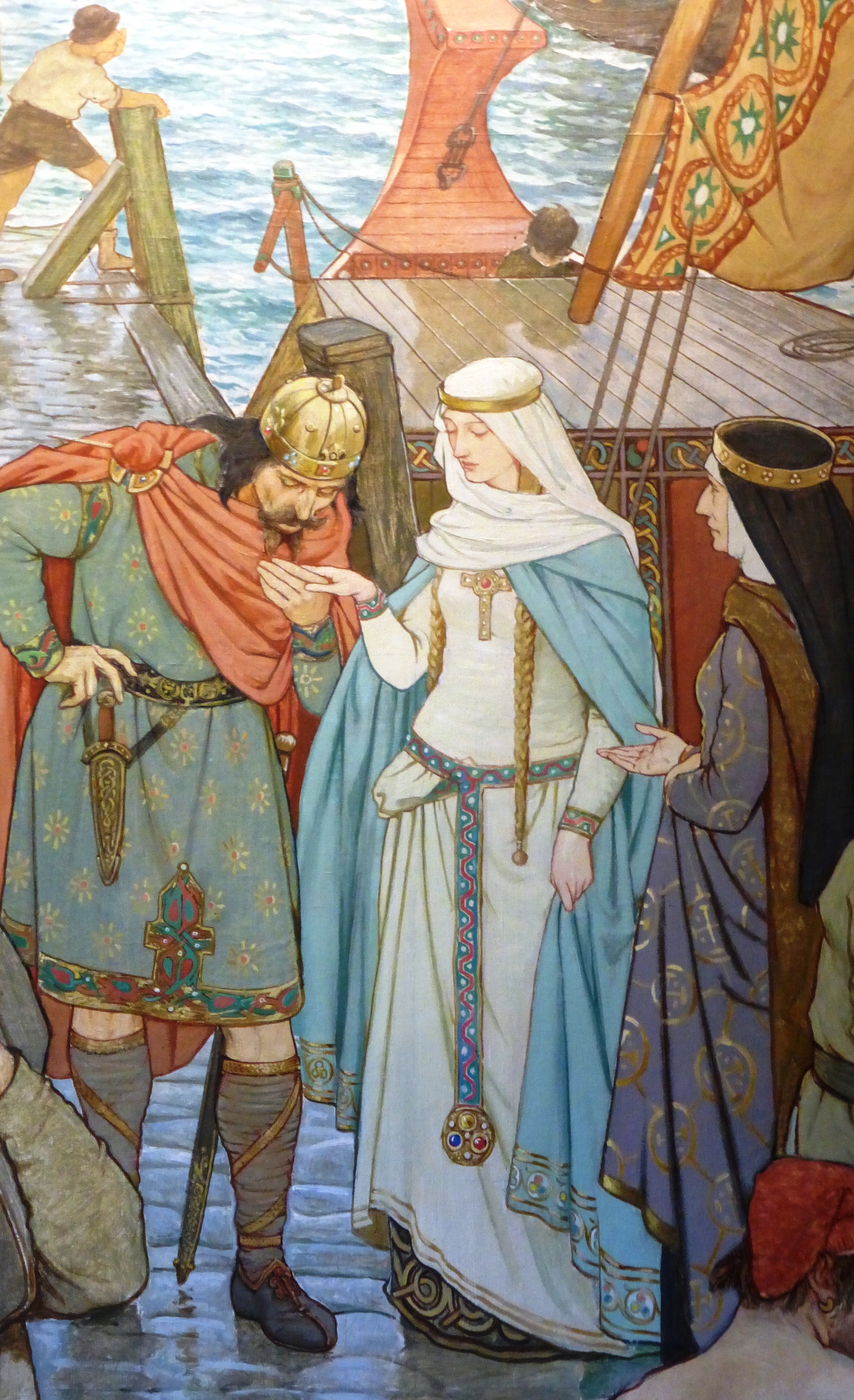
马尔科姆在玛格丽特抵达苏格兰时向她致意。威廉·霍尔绘

达勒姆的杜尔哥（Turgot of Durham）认为，玛格丽特通过给丈夫讲圣经故事对后者产生了重大影响。她和坎特伯雷大主教蘭弗朗克促进了宗教改革，努力使凱爾特基督教的崇拜和习俗与天主教一致。
她做了不少慈善工作，曾效法基督为穷人洗脚，每晚半夜起来礼拜。1072年，她邀请本笃会在法夫建立邓弗姆林修道院，并在昆斯费里和北贝里克建立渡口，以帮助朝圣者从福斯湾南部前往圣安德鲁斯。在她的倡议下，愛奧那修道院得到修复。

## 去世
1093年11月13日，马尔科姆三世和两人的长子爱德华在阿尼克战役中阵亡。她的儿子埃德加回报了两人的死讯。可能是由于悲痛过度，1093年11月16日，也就是她的丈夫和长子去世三天后，玛格丽特也随之去世。她被安葬在鄧弗姆林修道院。1250年，也就是她封圣的那一年，她和她丈夫的遗体被挖出来，安置在修道院的一座礼拜堂中。1560年，苏格兰的玛丽一世将玛格丽特的头颅拿到爱丁堡城堡，以期庇佑她顺产。1597年，玛格丽特的头颅落入了法国杜埃苏格兰学院的耶稣会士手中，但在法国大革命期间丢失。西班牙国王腓力二世将马尔科姆三世和玛格丽特的剩余遗体搬到西班牙马德里的埃斯科里亚尔修道院，但现在已不知具体所在位置。

## 封圣
教宗依諾增爵四世于1250年册封圣玛格丽特为圣人，以表彰她个人的圣洁、对天主教会的忠诚、为教会改革所做的工作和慈善事业。1693年，教宗依諾增爵十二世将她的纪念日改为6月10日，即苏格兰的詹姆斯七世的生日。1969年羅馬天主教聖人曆修订后改为11月16日，即她去世日期，这也是苏格兰人一直纪念她的日子。

## 家庭
1070年，瑪格麗特與蘇格蘭國王馬爾科姆三世結婚，兩人共有5子2女：
- 愛德華（1071年—1093年）
- 埃德蒙（1071年—1097年）
- 埃德加（1074年—1107年），1097年成為蘇格蘭國王
- 亞歷山大一世（1078年—1124年），1107年成為蘇格蘭國王
- 瑪蒂爾達（1080年—1118年），英格蘭王后
- 瑪麗（1082年—1116年），布洛涅伯爵夫人
- 大衛一世（1084年—1153年），1124年成為蘇格蘭國王